# Lasioglossum versatum
Lasioglossum versatum är en biart som först beskrevs av Robertson 1902. Den ingår i släktet smalbin och familjen vägbin. Inga underarter finns listade i Catalogue of Life.

## Beskrivning
Huvudet är mycket brett hos honan, runt hos hanen. Det och mellankroppen är gröna med gyllengula skiftningar till blågrönt. Munskölden är svartbrun på den övre halvan, guldgrön till gulbrun på den undre. Antennerna är mörkbruna med undersidan på de yttre delarna mörkbrun till brunaktigt smutsgul hos honan, brungul hos hanen. Benen är bruna, med blekt brungula fötter hos hanen. Vingarna är halvgenomskinliga med rödbruna ribbor. Vingfästena är mörkbruna, hos honan ibland rödbruna. Bakkroppssegmenten är mörkbruna med genomskinligt brungula bakkanter. Behåringen är vitaktig och tämligen gles; hanen kan dock ha något kraftigare behåring i ansiktet under ögonen, medan honans behåring på tergiterna 2 till 4 delvis kan skymma kroppsytan. Som de flesta smalbin är arten liten; honan har en kroppslängd på 5,1 till 6,8 mm och en framvingelängd på 3,8 till 4,9 mm; motsvarande mått hos hanen är 5,1 till 6,5 mm för kroppslängden och 3,7 till 5,1 mm för framvingelängden.

## Utbredning
Utbredningsområdet omfattar östra Nordamerika med nordgräns från sydöstra Manitoba till södra Quebec i Kanada, västgräns ifrån Manitoba till nordöstra Kansas i USA, sydgräns över Kansas, Missouri, Tennessee och North Carolina samt östgräns längs USA:s Atlantkust. Arten är vanlig.

## Taxonomi
Artens taxonomi har länge varit väldigt komplicerad. Tidigare, åtminstone efter 1960, accepterades den amerikanska entomologen Theodore Mitchells klassificering, och arten var känd som Lasioglossum rohweri. Även Mitchell var medveten om artens skakiga taxonomi, han nämnde bland annat förväxlingsrisken med vad som då kallades Lasioglossum versatus (eller Lasioglossum versatum). Omkring 2010 accepterades emellertid den kanadensiske entomologen Jason Gibbs slutsats, erhållen bland annat med DNA-analys på de insamlade holotyperna och lektotyperna för arterna, att de typer som tidigare kallades Lasioglossum rohweri skulle kallas Lasioglossum versatum, och vad som tidigare kallades Lasioglossum versatum skulle för vissa typer kallas Lasioglossum callidum. Förhållandet är dock inte helt utrett ännu: En art Lasioglossum simplex har nämnts, och Lasioglossum rohweri finns kvar som en sann art. Den här artikeln beskriver emellertid den art som numera (efter 2010) kallas Lasioglossum versatum.

## Ekologi
Habitatet är främst prärier och ek-hickoryskogar. Lasioglossum versatum är polylektisk, den flyger till blommor från många olika familjer, som sumakväxter, oleanderväxter, korgblommiga växter, korsblommiga växter, kaprifolväxter, ärtväxter, irisväxter, grobladsväxter, slideväxter, ranunkelväxter, rosväxter, videväxter och vinväxter. Aktivitetsperioden varar från april till september.

### Fortplantning
Arten är eusocial: Den övervintrande ungdrottningen kommer fram ur sitt vinterviste i början på april och bygger ett underjordiskt bo, som består av en kort tunnel med celler för den första kullen, som vanligtvis består av sex till åtta arbetare. Boet utvidgas därefter fram till juli/augusti, då könsdjuren (drottningar och hanar) börjar produceras. Boet upplöses vanligen i slutet på augusti, då de gamla bina dör och ungdrottningarna söker övervintringsställen.

## Bildgalleri

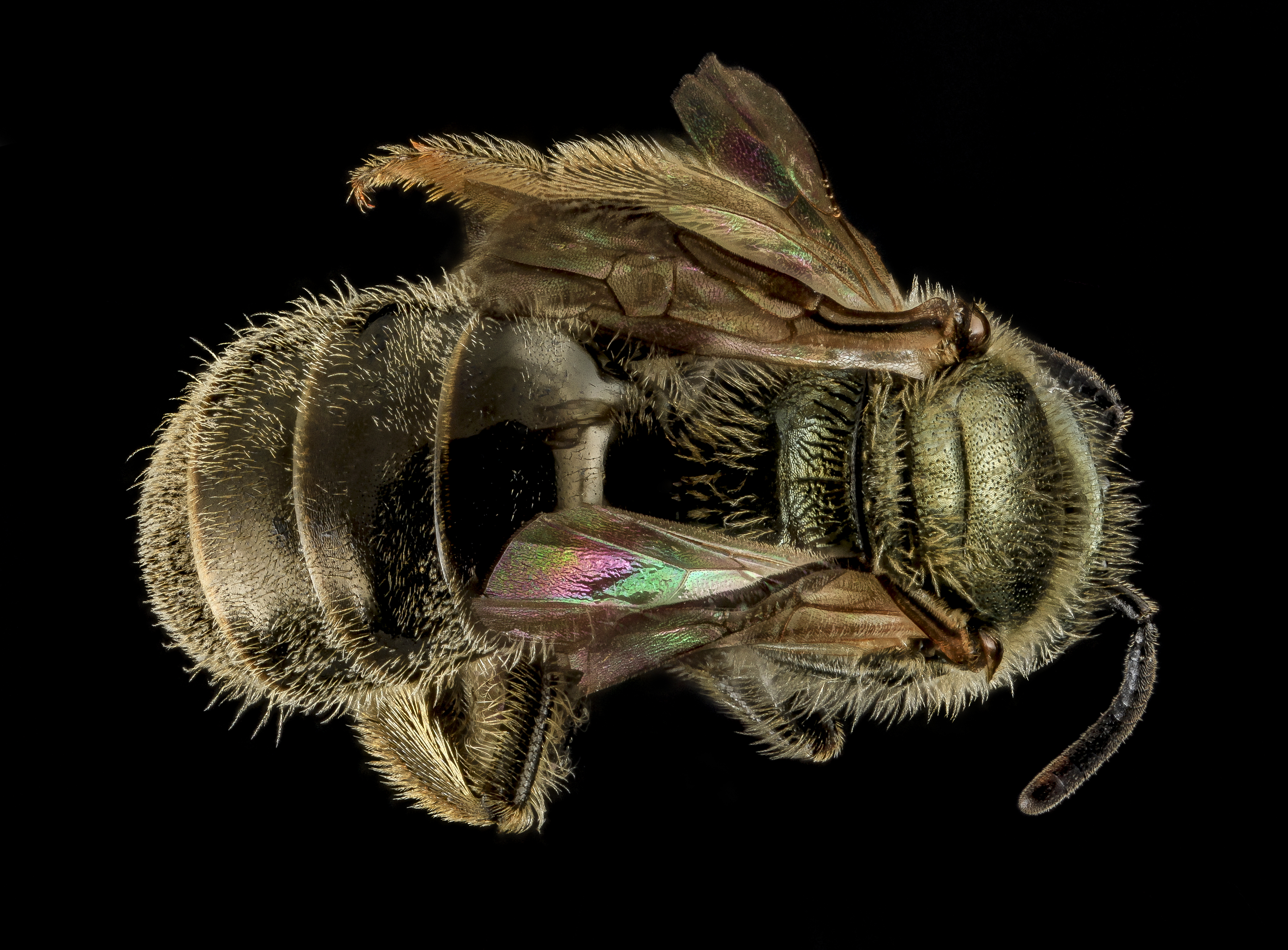
Lasioglossum versatum, hona, ryggsida.
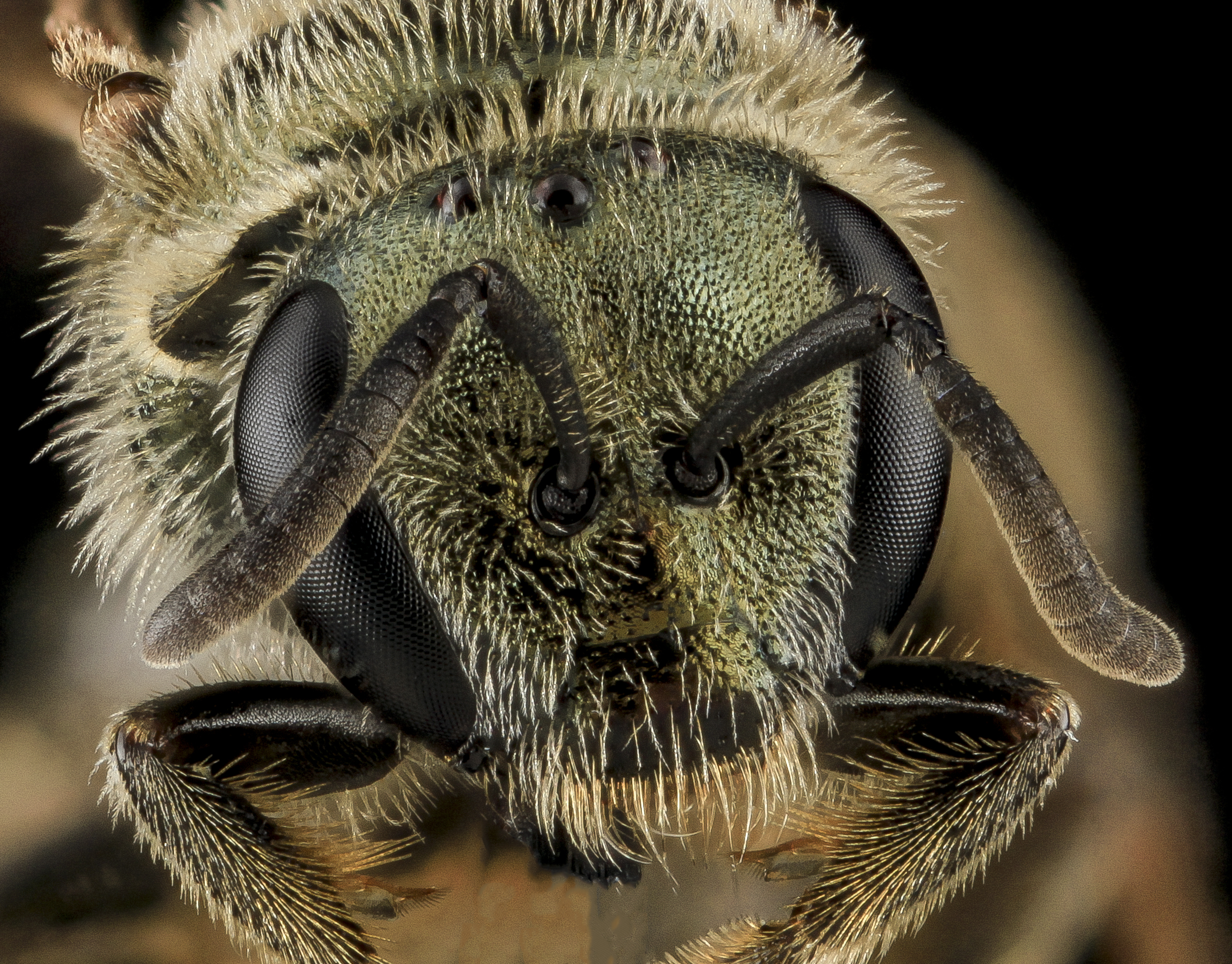
Lasioglossum versatum, hona, huvud.